# MAPK1IP1L
MAPK1IP1L‏ (Mitogen-activated protein kinase 1 interacting protein 1 like) هوَ بروتين يُشَفر بواسطة جين MAPK1IP1L في الإنسان.